# Materialseilbahn Mariquita-Manizales

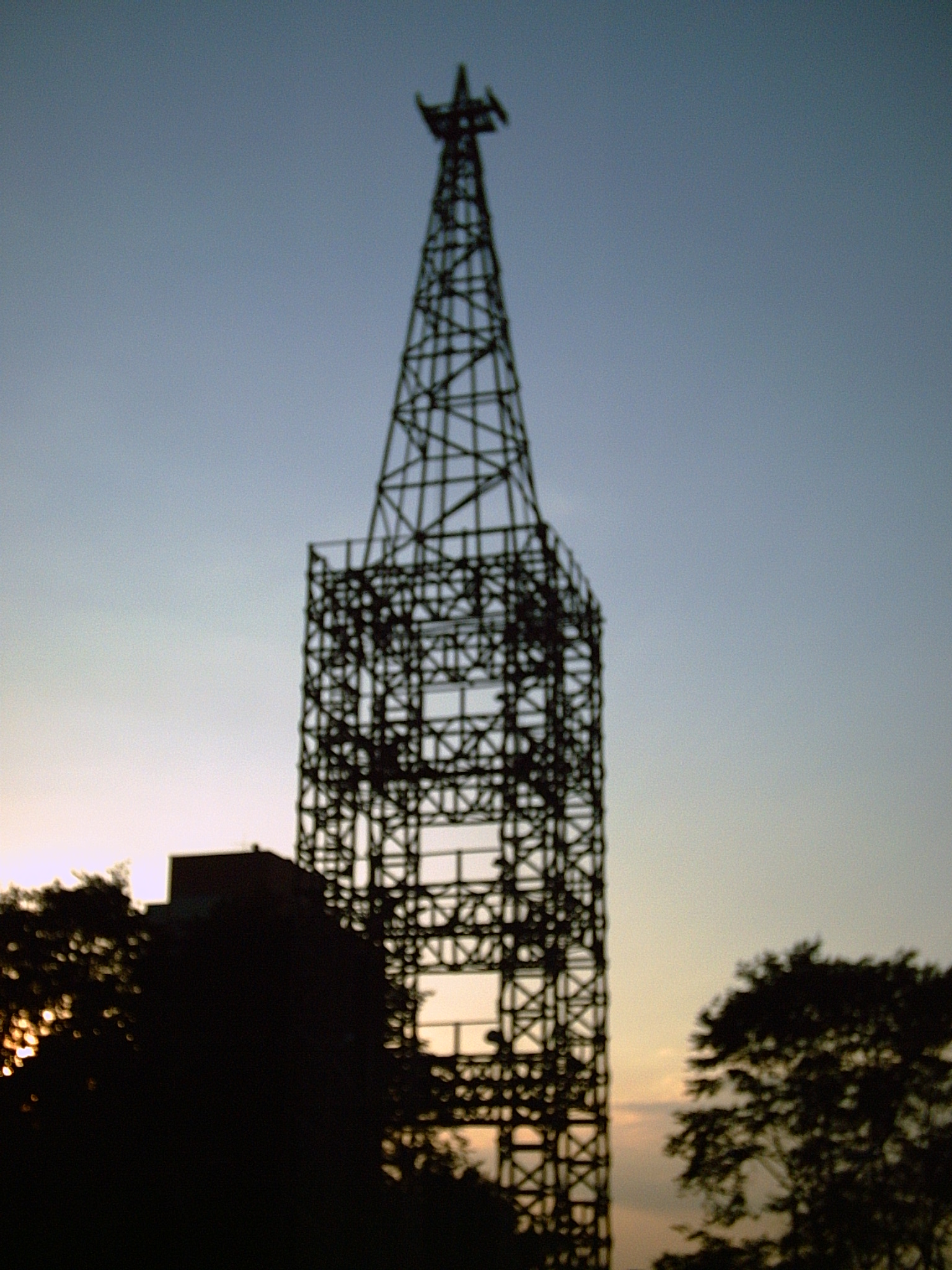
Seilbahnstütze in Manizales, erbaut 1922, restauriert 1984

Die Materialseilbahn Mariquita-Manizales war zu ihrer Zeit die längste Seilbahn der Welt.
Die rund 72 km lange Materialseilbahn verband den in 495 m Höhe gelegenen Ort Mariquita in der kolumbianischen Provinz Tolima mit dem mehr als 2000 m hoch gelegenen Manizales im heutigen Departement von Caldas, das jenseits des 3700 m hohen Passes Alto de Las Letras im Eje cafetero liegt, dem wichtigsten Kaffeeanbaugebiet Kolumbiens.
Ihr Bau wurde 1913 von der britischen Firma The Ropeway Extension begonnen, weshalb sich einige Verzögerungen ergaben, da sich England während der Bauzeit im Krieg befand. Der letzte Abschnitt wurde 1922 fertiggestellt und in Betrieb genommen. Die Seilbahn wurde bis 1961 betrieben.
Zu Beginn des 20. Jahrhunderts bestanden kaum Verkehrsverbindungen zu den kolumbianischen Kaffeeanbaugebieten. Man fuhr auf dem oberen Río Magdalena bis zu dem Flusshafen Beltrán und von dort 60 km mit der Eisenbahn über Dorada nach Mariquita. Dann musste man tagelang auf beschwerlichen Maultierpfaden über hohe Berge nach Manizales reiten.
Die in London registrierte Dorada Extension Railway (Ltd.) gründete deshalb 1912 die Dorada Ropeway Extension (Ltd) mit einem Kapital von £220.000, die bald darauf mit dem Bau der Seilbahn begann. Schon 1915 war die Strecke so weit fortgeschritten, dass die Gesellschaft einen kleinen Gewinn machen konnte, der in den nächsten Jahren entsprechend der Verlängerung der Seilbahn anstieg.
Die Seilbahn hatte nur ein umlaufendes Seil, das zugleich Trag- und Zugfunktion übernahm und das über je zwei an den beidseitigen Armen der stählernen Stützen befestigte Rollen lief. Es ist nicht ersichtlich, in wie viele Sektionen die Seilbahn unterteilt war. Die Fracht wurde mit einer Patentvorrichtung am Seil befestigt und an der Entladestation automatisch freigegeben. Das Seil wurde ursprünglich mit Dampfmaschinen, später durch Elektromotoren angetrieben.
Die Seilbahn beförderte hauptsächlich Kaffee von Manizales nach Mariquita und diverse Handelswaren in der Gegenrichtung. Nach dem Großbrand von Manizales im Jahr 1925 war es dank der Seilbahn möglich, moderne Baumaterialien für den Wiederaufbau rasch nach Manizales zu bringen.
Die höchste Stütze der einstigen Seilbahn, der Torre de Herveo, eine 52 Meter hohe Holzkonstruktion, ist heute als Denkmal erhalten.
Im Jahr 1937 wurde eine rund drei Kilometer längere Seilbahn in Eritrea eröffnet, die Massaua-Asmara-Seilbahn.